# Беніколет
Беніколет (валенс. Benicolet, ісп. Benicolet) — муніципалітет в Іспанії, у складі автономної спільноти Валенсія у провінції Валенсія. Населення — 647 осіб (2010).

## Географія
Муніципалітет розташований на відстані близько 330 км на південний схід від Мадрида, 60 км на південь від Валенсії.

## Демографія
Динаміка населення (INE ):

## Галерея зображень

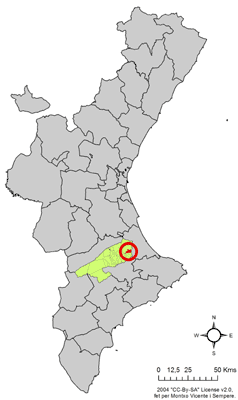
Розташування муніципалітету Беніколет у автономній спільноті Валенсія
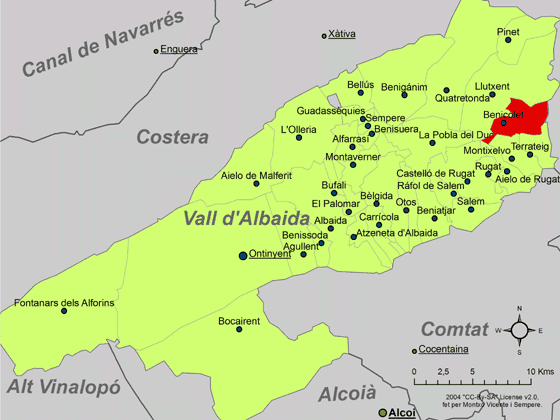
Розташування муніципалітету Беніколет у комарці Вальє-де-Альбайда